# G.S.H. Sempione 82
Il G.S.H. Sempione '82 è un'associazione sportiva nata nel 1982 a Pallanzeno (ora provincia del Verbano-Cusio-Ossola). Il G.S.H. Sempione '82 è un'associazione sportiva composta da atleti con disabilità che praticano diversi tipi di sport: basket, atletica leggera, nuoto, curling, sci, tennis, escursionismo e svolge attività di sensibilizzazione sul tema della disabilità. Il presidente dell'associazione è stato dal 1996 al 2017 Angelo Petrulli.

## Le Paralimpiadi e le vincite dei primi Duemila
Nel 2011 Matteo Fanchini, un uomo non vedente che appartiene alla squadra del G.S.H. Sempione '82, ha vinto i campionati italiani di sci nordico; Ai campionati italiani di atletica leggera Indoor, la squadra allenata da Angelo Petrulli, ha conquistato 7 titoli italiani ed ha collezionato un secondo posto. Ha poi vinto tre titoli italiani Cristian Bonaccina nei 60, 200 e 400 metri piani e lo stesso stabilisce un nuovo record italiano. Invece Giorgio Lugarà vince i 200, 800 e i 1500 metri di gara indoor. Un altro titoli italiano ed un secondo posto vanno agli atleti Carmen Acunto e Massimo Pallavidini nel getto del peso.
Inoltre lo stesso Angelo Petrulli e la sua squadra hanno partecipato alle Paralimpiadi di Torino 2006.

## Anni Dieci e Venti
La squadra si è rinforzata fino ad ottenere il decimo scudetto nel 2016. L'undicesimo titolo societario è stato vinto nel 2020 alle Finali di Roma.
Tra gli atleti plurivincitori di titoli nazionali assoluti individuali, in squadra troviamo: Andrea Lanfri, Riccardo Bagaini, Alessandro Ossola, Nicholas Zani, Lorenzo Marcantognini, Stefano Gori, Davide Bartolo Morana, Marco Cicchetti, Michele Ricciardi.
Il G.S.H. Sempione '82 è il team più vincente dell'atletica paralimpica italiana, dalla prima edizione a cui ha partecipato non è mai scesa dal podio nei Campionati Italiani di Società.